# ديريك تورنر
ديريك تورنر (بالإنجليزية: Derek Turner)‏ هو صحفي وكاتب أيرلندي، ولد في 1964 في دبلن في جمهورية أيرلندا.